# Metafysik

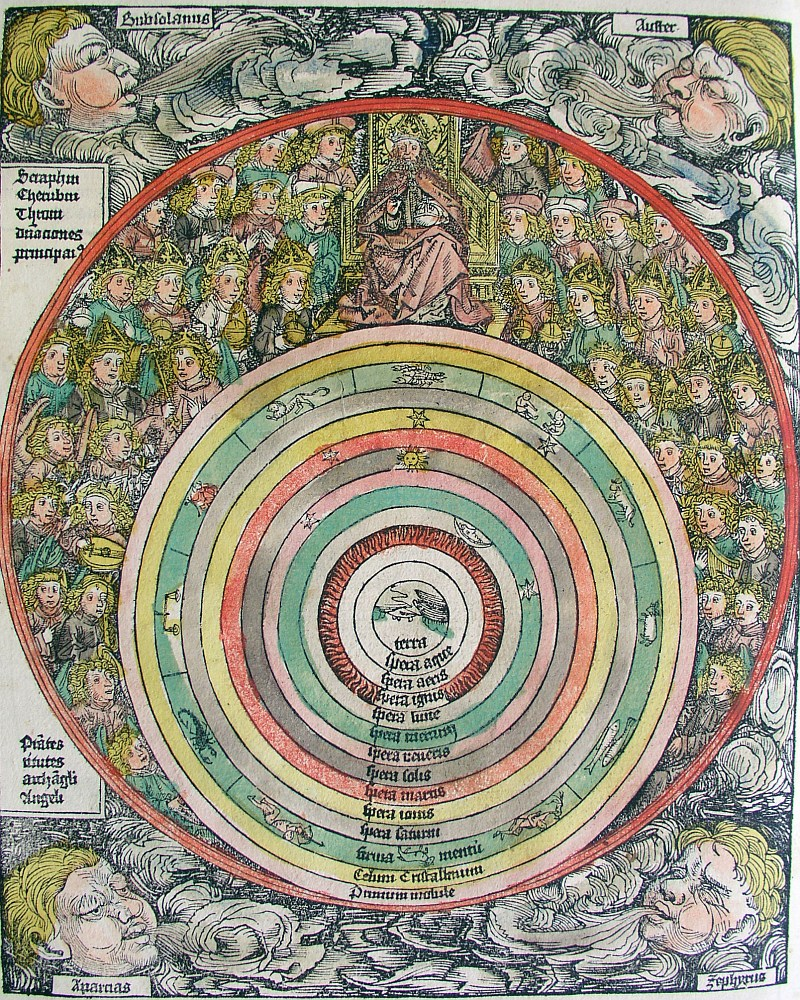
Enligt den geocentriska världsbilden befinner sig jorden i centrum av universum. Bild från 1493 (Nürnbergkrönikan).

Metafysik är den gren inom filosofin som behandlar frågan om verklighetens grundläggande natur och försöker göra rationella utsagor om fundamentala drag hos allt varande. Metafysik handlar om sådant som vi inte kan uppfatta med våra sinnen, som finns bortom det fysiska, men detta är inte en tillräcklig definition. Från att ursprungligen ha varit ett mer väldefinierat ämne – som kan sägas ha haft "varande i sig" eller "första orsaker" som sitt studieämne – har det idag kommit att inkludera frågor som exempelvis viljans frihet, som förr inte skulle ha betraktats som en metafysisk fråga.
Andra frågor som har behandlats inom metafysiken är Hur är naturen beskaffad?, Finns Gud?, Vilken är människans plats i universum? samt begrepp som existens, rum, tid och kausalitet. Denna utveckling av ämnet har gjort att det numera är mycket svårdefinierat, samtidigt som det finns ett förnyat intresse för dessa frågeställningar. Metafysik kritiseras ibland för att ta vid där vetenskapen slutar, den ses som utomvetenskaplig. Mot denna kritik framhålls att metafysik såsom filosofisk verksamhet kan bedrivas med försvarbara, rationella argument som inte motsäger utan tvärtom integrerar vetenskapliga fakta.

## Historia
Det första genomarbetade metafysiska systemet anses vara Aristoteles "första filosofi". Termen "metafysik" härstammar från samlingsnamnet på fjorton av Aristoteles böcker. Aristoteles själv kände däremot aldrig till termen; böckerna fick sitt namn ungefär hundra år efter hans död då en sammanställare av Aristoteles skrifter benämnde dessa fjorton böcker "Ta meta ta physika", ungefär "det som kommer efter det fysiska". Tanken var troligen att man först skulle ha tagit sig igenom Aristoteles "fysik", det vill säga hans naturvetenskapliga böcker, innan man gav sig på "metafysiken".
Med tiden blev det grekiska "ta meta ta physika" substantiverat till latinets "metaphysica". I det medeltida tänkandet hade metafysiken till uppgift att klargöra enheten mellan det immanenta och det transcendenta och sammanföll då i stor utsträckning med den naturliga teologin. Termen "metafysik" kom att beteckna både Aristoteles verk och ämnet för detta verk.
I och med renässansens intåg började metafysiken som ämne förändras, framförallt av den gruppen filosofer som idag benämns rationalisterna. Christian Wolff delade upp ämnet i generell och speciell metafysik. Aristoteles metafysiska lära insorterades och likställdes med den generella versionen vari man studerade varandet ur varandets perspektiv. Inom den speciella versionen rymdes tre områden som dittills inte hade haft egna namn; kosmologi, rationell psykologi samt naturlig teologi. Det var vid den här tiden som termen "ontologi" dök upp, som ersättare för "metafysikens" gamla roll som studiet av "varande i sig", nu när metafysikens studieområde blivit så brett. Den generella metafysiken kan här ses som synonym med ontologin.
I samband med Immanuel Kants filosofi utvecklades en deskriptiv syn på metafysiken. Kant ansåg att vi inte kan nå åt tinget i sig. Med andra ord, den objektiva verkligheten är för oss oåtkomlig. Han menade att vi ständigt bär på ett par begreppsliga glasögon som tolkar världen på ett speciellt sätt. En konsekvens av detta var att Kant skilde mellan transcendent metafysik och sin egen kritiska metafysik. Där den transcendenta metafysiken ämnade beskriva världen såsom den faktiskt är oberoende av oss, ville Kant inrikta studiet på våra egna begreppsliga ramar som tolkade världen åt oss.

## Metafysiska ämnen

### Varandets kategorier
Vilka kategorier av entiteter som existerar har alltid varit en central fråga inom metafysiken. Aristoteles presenterade i sin text Kategorier de tio kategorier som han ansåg att allt varande sorterade under. Dessa tio var substans, kvantitet, kvalitet, relation, ställe/plats, tid, ställning, det att ha, handling och passivitet.
Immanuel Kant presenterade även han ett system av tolv kategorier, indelade i fyra grupper. Senare kategorier har presenterats av Charles Sanders Peirce, Edmund Husserl, Wilfrid Sellars, Roderic Chisholm med flera.

### Egenskaper
I diskussionen kring vad egenskaper är för något återfinns två huvudsakliga ståndpunkter; universalierealism samt nominalism. Universalierealister hävdar att egenskaper är abstrakta entiteter som de kallar för universalier. Denna syn hade bland andra Platon. Nominalisten däremot, hävdar att det enda som existerar är konkreta ting, även kallade partikulärer. Nominalismen har dock en rad olika svar på hur man till exempel ska förstå satser med så kallad abstrakt referens såsom "Mod är en dygd" där man tycks tala om något abstrakt. Exempel på inriktningar är metalingvistisk nominalism, spartansk nominalism samt tropteori.

### Modalitet
Modalitet är en egenskap hos språkliga satser med avseende på deras förhållande till sanning. Det finns en viktig distinktion mellan alla sanna satser, den mellan dem som kan vara (eller kunde ha varit) falska och de som inte kan vara falska. Samma distinktion finns hos falska satser. Det som skiljer satserna åt är deras modalitet. Man talar inom metafysiken om nödvändigt- respektive kontingent sanna eller falska satser. Ett annat sätt att uttrycka detta på är att tala om möjliga världar. En sats är nödvändigt sann om den är sann i alla tänkbara möjliga världar och kontingent sann om det finns någon värld där den är falsk.

### Fri vilja
Ofta kontrasterar man tanken om en fri vilja mot determinismen, två begrepp som inte nödvändigtvis står i konflikt med varandra. Förenlighet mellan dessa kallas kompatibilism. Den riktning av deterministiska tänkare som anser att en deterministisk värld inte är kompatibel med en fri vilja värd namnet kallas ofta för inkompatibilism, eller hård determinism; motsatsen kallas då naturligt mjuk determinism. Enligt dessa är vår vilja, precis som allt annat, orsaksbestämd.

### Kausalitet
Kausalitet, det vill säga orsak och verkan, är något som vi vardagligen betraktar som självklart. Idén om ett orsakssamband har dock ifrågasatts på empiristiska grunder främst av den skotska 1700-talsfilosofen David Hume.

## Kritik
Ämnet metafysik har fått utstå mycket stark kritik, särskilt under 1900-talet. Kritiken har kommit i olika skepnader varav den allra starkaste troligtvis är den som formulerades av den logiska positivismens anhängare. Enligt vissa av dessa, exempelvis Alfred Jules Ayer, är metafysiska utsagor inte bara svåra att bevisa eller ens falska, de är meningslösa. 
Mindre kraftig kritik har inriktat sig på metafysikens kunskapsteoretiska problem; hur kan man bevisa påståenden om de inte kan hanteras av vetenskapen?